# Requiem (Fauré)
Pour les articles homonymes, voir Requiem (homonymie).
La Messe de requiem en ré mineur (ou simplement Requiem) op. 48 de Gabriel Fauré, écrite en pleine maturité de ce compositeur, est l'une de ses œuvres les plus connues.
L'histoire de sa composition s'étend de 1887 à 1901. Elle est créée, dans une première version encore incomplète, le 16 janvier 1888 en l'église de la Madeleine. La version avec toutes les parties que nous lui connaissons est achevée en 1893, avec une orchestration d'église. Une version de concert, avec orchestration pour orchestre symphonique apparaît en 1900, sans que l'on sache le rôle exact de Fauré dans cette orchestration, probablement réalisée par Jean Roger-Ducasse.
Le Requiem est composé de sept mouvements, pour deux solistes (baryton et soprano), chœur mixte, orchestre et orgue. Ces mouvements diffèrent légèrement de ceux d'un Requiem traditionnel, omettant le Dies Iræ et ajoutant un Pie Jesu. Le mouvement final, In paradisum appartient plutôt à la liturgie des enterrements, plutôt qu'à la liturgie des funérailles.
Cette messe pour les défunts est considérée comme un des chefs-d'œuvre de Fauré et l'un des plus beaux Requiem du XIXe siècle. L'ouvrage, dont l'écriture est très personnelle, contient plusieurs morceaux que l'on peut ranger parmi les plus beaux et les plus émouvants de la musique chorale occidentale.

## Histoire

### Circonstances de la composition

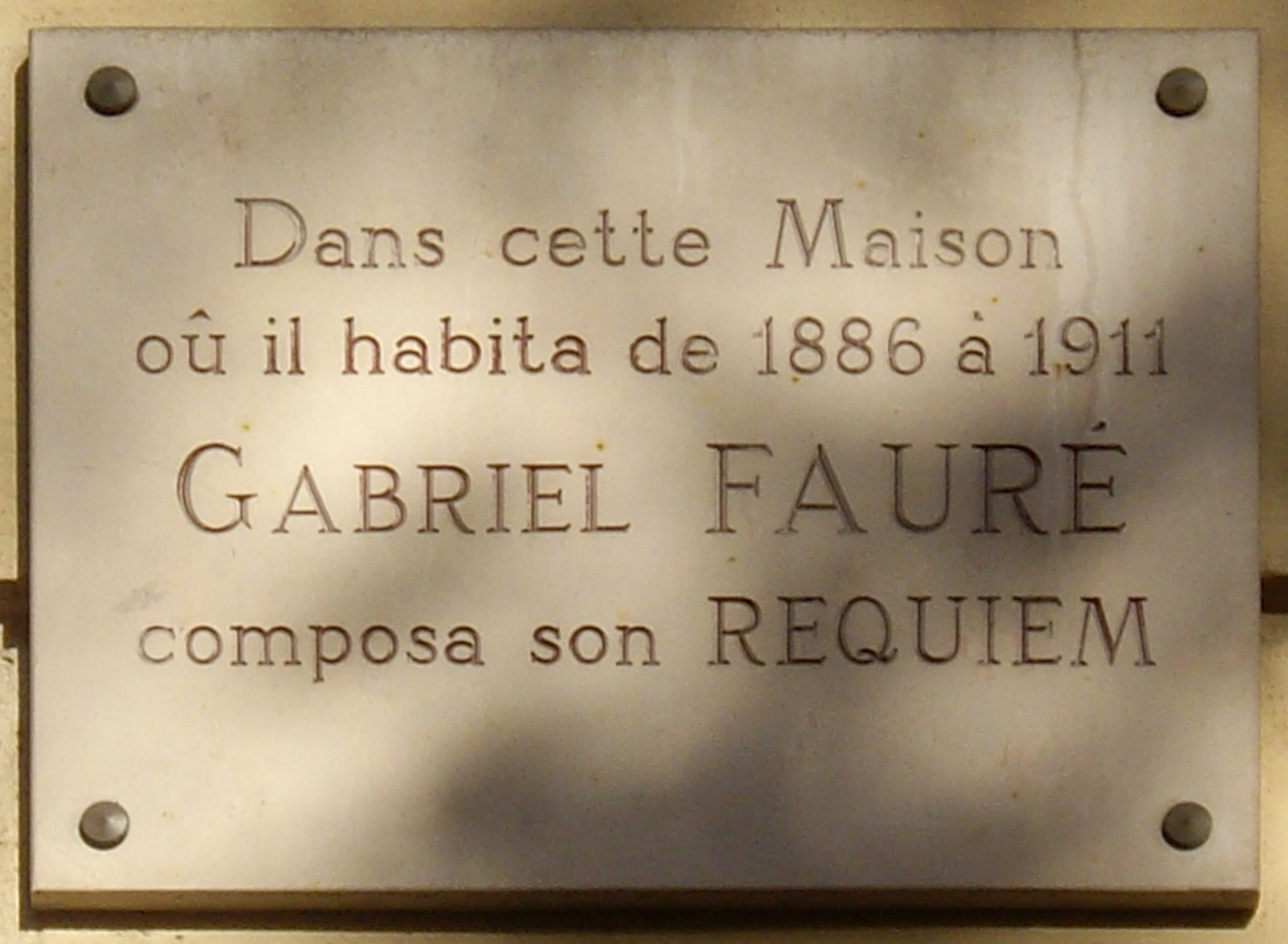
Plaque commémorative au 154, boulevard Malesherbes à Paris.

Contrairement au Requiem (1868) de Johannes Brahms, qui est souvent comparé avec celui de Fauré, la composition ne semble pas liée au décès de ses parents. Le Libera me date pour l'essentiel de l'automne 1877, dix ans avant la mort de sa mère. Hélène Fauré était encore dans ses dernières semaines de vie, lorsque son fils commença à composer la messe des morts. Fauré lui-même démentit plus tard ce lien en déclarant : « Mon Requiem a été composé pour rien… pour le plaisir, si j’ose dire ! Il a été exécuté pour la première fois à la Madeleine, à l’occasion des obsèques d’un paroissien quelconque,. »
En fait, Gabriel Fauré, maître de chœur à la Madeleine, ne partageait pas la tendance de son siècle à composer des Requiem théâtraux, romantiques, avec grand orchestre symphonique. Il détestait en particulier le Requiem d'Hector Berlioz (1837). Par ailleurs, le XIXe siècle a été celui de l'évolution de l'opéra, qui a pénétré la pratique de la liturgie. Par exemple, en 1864, la fanfare du jubilé du Puy-en-Velay a utilisé une mélodie de l'opéra Norma de Vincenzo Bellini. L'utilisation de musiques d'opéra à l'Église a continué jusqu'à ce que le nouveau pape Pie X l'interdise (motu proprio Inter pastoralis officii sollicitudines, 1903). Il fallait donc que Fauré compose un Requiem qui s'adapte tant aux oreilles contemporaines qu'à la liturgie catholique.

### Version d'église

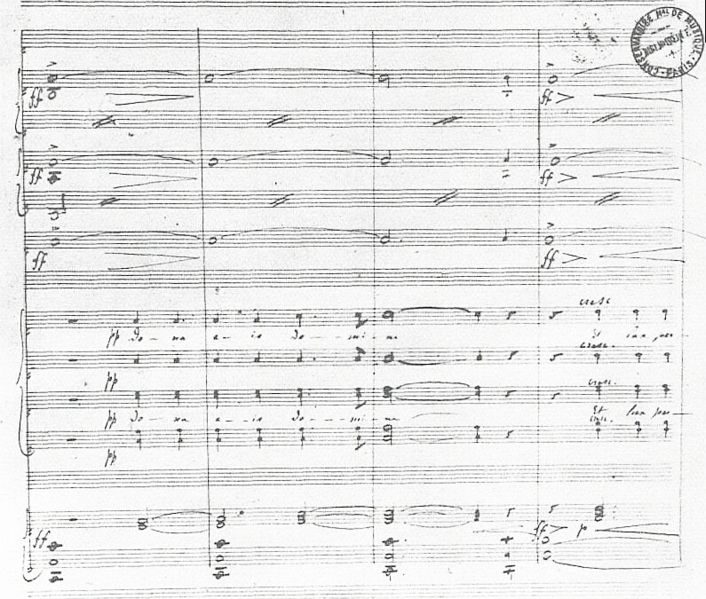
Deuxième page du manuscrit autographe de Fauré, Introït (Bibliothèque nationale de France, département de la musique, manuscrit 410).

Une première trace du Requiem, le répons Libera me, date de 1877. Il s'agit d'une pièce pour baryton et orgue,. D'octobre 1887 à janvier 1888, Fauré crée une première version de l'œuvre, présentée à son ami Paul Poujaud comme « petit Requiem. ». Cette première mouture se composait de l'Introït (1887), du Kyrie (1887), du Sanctus (1888) et du Pie Jesu (1887) ; selon une nouvelle hypothèse de Holoman, cette audition ne comportait pas de Pie Jesu, ni d'Agnus Dei (1888) et d’In paradisum (1887).
L'œuvre originelle a été entendue pour la première fois le 16 janvier 1888, à l'église de la Madeleine, peu après la fin de sa composition, lors d'une messe du « bout de l'an » (ici pour le premier anniversaire du décès de Joseph-Michel Le Soufaché, architecte célèbre). Le soprano solo était un enfant du chœur Louis Aubert, futur élève de Fauré au conservatoire. L'orchestration n'était pas encore complète,. Une petite histoire rapporte ce dialogue avec le curé à la fin de l'office : « Qu'est-ce donc que cette messe des morts que vous venez de faire chanter ? — Mais, monsieur le curé, c'est un Requiem de ma composition ! — Monsieur Fauré, nous n'avons pas besoin de toutes ces nouveautés ; le répertoire de la Madeleine est bien assez riche, contentez-vous-en ! »,. Parallèlement, Fauré trouva bientôt son collaborateur parmi les chanteurs, pour terminer l'orchestration.
Il manquait encore l′Offertoire, qui fut complété entre 1889 et 1891. En ce qui concerne le Libera me, il n'a été achevé qu'en 1890 ou 1891. L'exécution de ce dernier eut lieu le 28 janvier 1892 à l'église Saint-Gervais par un baryton de l'opéra national de Paris Louis Ballard. C'est dans cet état de composition et d'orchestration, en tant que version dite « de 1893 » ou « version pour orchestre de chambre », qu'elle a été exécutée à la Madeleine sous la direction de Fauré, le 21 janvier 1893, lors de la commémoration marquant le centenaire de la mort de Louis XVI,. L'œuvre fut exécutée jusqu'à la fin du siècle une douzaine de fois, parfois à l'extérieur de la Madeleine, mais toujours sous la baguette du compositeur. Néanmoins, une fois complète, celle-ci commença à intéresser Julien Hamelle, maison d'édition de Fauré.

### Version pour orchestre symphonique
Même après cette première version, Gabriel Fauré continue à affiner la partie d'orchestre. Car, sans violons ni bois, son orchestration est si inhabituelle que
l'éditeur Hamelle refuse la publication de la version de 1893. Le manuscrit autographe est confié à Jean Roger-Ducasse, élève de Fauré, pour réaliser une réduction pour piano.
Puis apparaît en 1900 une réorchestration de l'œuvre destinée aux concerts. Il est toujours très difficile d'identifier l'auteur de cette version; son origine reste floue. Non seulement son manuscrit original a disparu mais Fauré lui-même n'en a fait aucune mention. Le seul document sur son apparition est le contrat avec Julien Hamelle, signé le 12 septembre 1899. Toutes les circonstances suggèrent que l'auteur de la version symphonique serait Roger-Ducasse. L'hypothèse serait la suivante : Roger-Ducasse fournit spontanément son édition enrichie, au lieu de perfectionner la réduction pour piano. Sans difficulté, il réussit à convaincre l'éditeur Hamelle, qui préférait de grands orchestres, selon la mode de l'époque. Hamelle recommanda à Fauré d'accorder son autorisation pour l'usage de cette version en concert.
Quoi qu'il en soit, la version symphonique est présentée, avant sa publication en septembre 1901, le 12 juillet 1900 au Palais du Trocadéro sous la direction de Paul Taffanel, au cours du quatrième « Concert officiel » de l'Exposition universelle de 1900. Taffanel dirige alors le chœur et l'orchestre de la Société des concerts du Conservatoire à Paris, avec Amélie Torrès (soprano), Jean Vallier (baryton) et Eugène Gigout (orgue).
Puis, Eugène Ysaÿe dirige cette version à Bruxelles le 28 octobre. Amélie Torrès en reprend le solo alors que Jean Vallier en est exclu. À Nancy, sous la direction de Guy Ropartz, l'œuvre est exécutée le 10 février 1901. Ces concerts sont suivis d'un autre à Marseille dirigé par Paul Viardot le 4 mars. Cette année-là, le Requiem entre donc très rapidement dans le programme des concerts, grâce auxquels il gagne une grande popularité,.
En 1916, à son ancien élève, Camille Saint-Saëns accorde cette distinction : « Ton Pie Jesu est le SEUL Pie Jesu, comme l’Ave verum corpus de Mozart est le SEUL Ave verum. »
Après avoir dirigé lui-même cette version, Fauré sélectionne son successeur, en lui offrant une partition d'orchestre. Nadia Boulanger lui succède à la direction en 1920, avant la démission de son professeur, frappé par une irréversible surdité. Dans cette solitude, le compositeur déclare alors à René Fauchois, par lettre datée du 13 avril 1921, son sentiment sur la foi, et précise l'idée principale de l'œuvre : « la confiance dans le repos éternel ».
À la suite du décès de Fauré en novembre 1924, le gouvernement français décréte ses obsèques nationales. Celles-ci ont lieu, le 8 novembre 1924, à l'église de la Madeleine, si étroitement liée au compositeur et à son Requiem. Ce dernier y est exécuté sous la direction de Philippe Gaubert, en qualité de chef de l'orchestre de la Société des concerts du Conservatoire, avec Henri Dallier, successeur de Fauré à la Madeleine, à l'orgue et Charles Panzéra et Jane Laval comme solistes. Nadia Boulanger, quant à elle, lut le testament de feu son professeur.

### Postérité

#### Diffusion

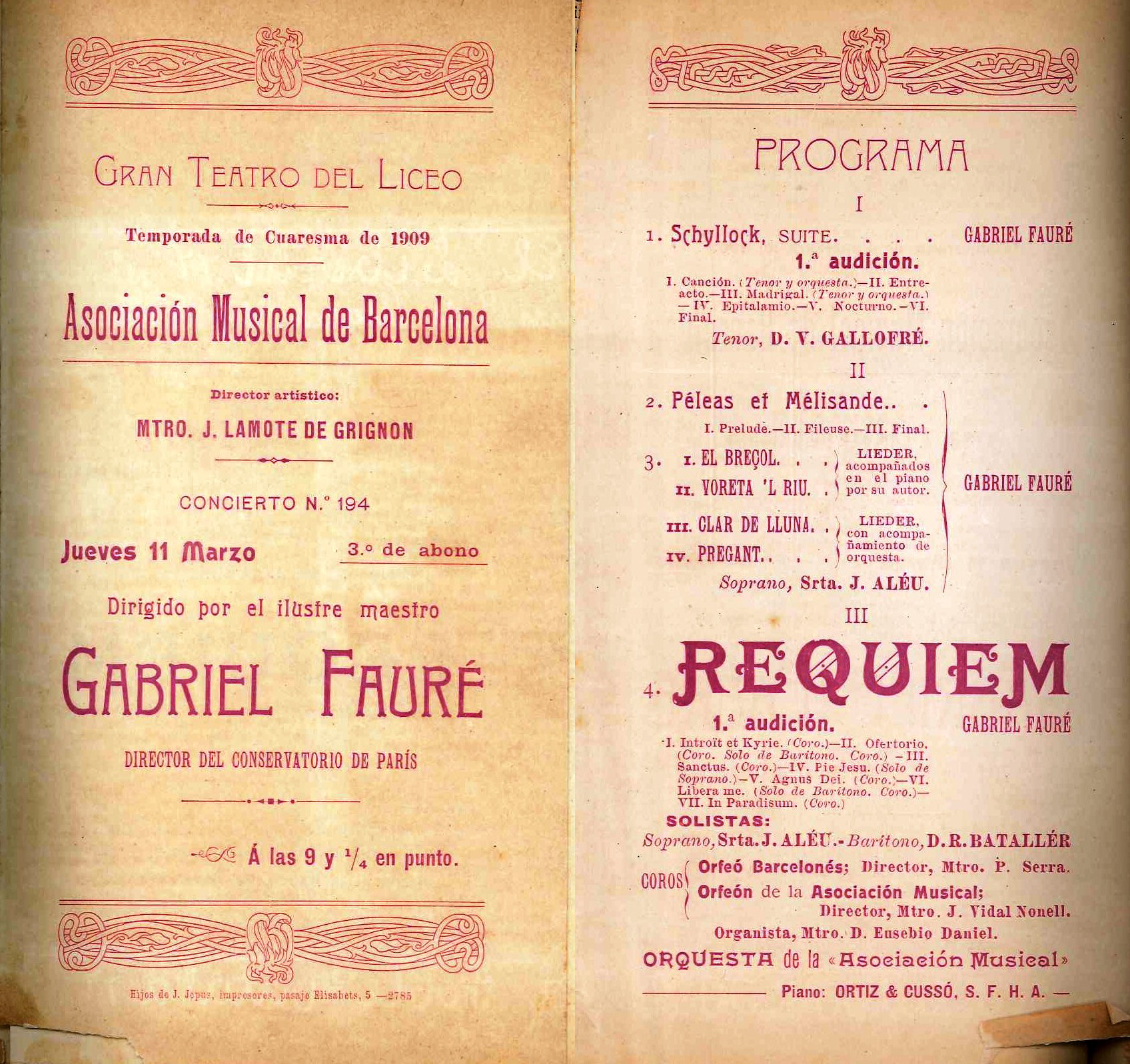
Programme de la première audition à Barcelone, le 11 mars 1909, dirigée par Gabriel Fauré lui-même, dans lequel les sept pièces étaient détaillées. On comprend que le Requiem pouvait justifier un concert pendant le Carême, au Grand théâtre du Liceu.

Le Requiem de Fauré se fait ensuite connaître rapidement en France et dans les pays voisins. Plus tard, l'œuvre traverse l'océan Atlantique. Le 19 avril 1931, Louis Bailly dirige ce Requiem au Philadelphia Museum of Art, avec le chœur et l'orchestre de l'Institut Curtis. Il le fait exécuter de nouveau, le 29 janvier 1932, cette fois-ci au Carnegie Hall à New York. Une source mentionne cependant en 1937 un concert plus ancien du 16 mars 1930, avec l'orgue, l'orchestre à cordes et le chœur, à la First Baptist Church à Newton près de Boston.
Une large diffusion de l'œuvre dans les pays anglo-saxons (dont deux capitales) a été effectuée par Nadia Boulanger. La première exécution du Requiem en Angleterre se tient en novembre 1936 au Queen's Hall à Londres. Plusieurs critiques manifestèrent leur admiration avec enthousiasme. Le premier concert de Boulanger aux États-Unis a lieu en novembre 1940 à la cathédrale nationale de Washington, et elle continue ensuite à diriger l'« œuvre de son professeur », avec ses propres messages de consolation, durant toute la Seconde Guerre mondiale, à Boston et ailleurs. En réponse à une demande de l'association des Amis de la musique à Toledo, un concert du Requiem a lieu le 9 décembre 1945, à la mémoire des soldats de cette commune morts au front. Ainsi, le Requiem de Fauré a réuni les pays pendant cette période difficile.

#### Successeurs
Conçue avec l'intention de renouveler le répertoire des obsèques à la Madeleine, la version d'église aurait pu répondre à la réforme liturgique de Pie X, immense refonte de la liturgie débutée en 1903, si l'œuvre avait satisfait l'article III du motu proprio, qui n'autorisait aucune modification des textes sacrés.
L'œuvre créée par Fauré fut suivie, plus tard, de deux œuvres de compositeurs français, d'une part le Requiem (1938) de Guy Ropartz. Maurice Duruflé aussi acheva son célèbre Requiem (1947). Né en 1902 et souvent organiste du Requiem de Fauré (surtout pour deux enregistrements sortis en 1948 et 1952), il composa le sien, sous influence de l'Édition Vaticane.
Au contraire, d'autres musiciens du XXe siècle n'hésitèrent pas à critiquer les caractéristiques de cette œuvre. Ainsi, Olivier Messiaen puis Pierre Boulez, deux grands compositeurs français, dont les esthétiques étaient très différentes de la sienne, ne l'apprécièrent jamais.

## Œuvre

### Structure
L'œuvre dure « environ 30 minutes ou 35 au plus » selon le compositeur et elle est formée de sept parties :
- I. Introït et Kyrie
- II. Offertoire
- III. Sanctus
- IV. Pie Jesu
- V. Agnus Dei
- VI. Libera me
- VII. In Paradisum

Il n'y a pas de Dies iræ (partie tragique et sombre), dans ce requiem, car Fauré s'est inspiré du Requiem selon le rite parisien, adopté également par Eustache Du Caurroy († 1609). Le rite omettait le Dies iræ mais le remplaçait par le motet Pie Jesu . Théodore Dubois, son supérieur à la Madeleine, avait également adopté cette structure tandis que Fauré connaissait le motet Pie Jesu de Louis Niedermeyer, fondateur et enseignant de l'école Niedermeyer de Paris où Fauré était élève.
Le compositeur fait ici la fusion entre l'Agnus Dei et la communion Lux æterna. Il transforme les deux antiennes des obsèques en grégorien, In paradisum et Chorus angelorum, en une seule pièce.
Les parties sont intitulées, soit par leur (incipit) en grec (Kyrie) ou en latin (Sanctus, Pie Jesu, Agnus Dei, Libera me et In paradisum), soit selon les termes liturgiques en français (Introït et Offertoire).

### Orchestrations des différentes versions

#### Version de 1888
La version originale, datant de janvier 1888, relève d'un stade inachevé, en cinq parties. Son orchestration se caractérisait, en excluant les bois et les violons, de son ton particulier, assez sombre :
- chœur à 4 (6) voix (S[12] ATTBB)

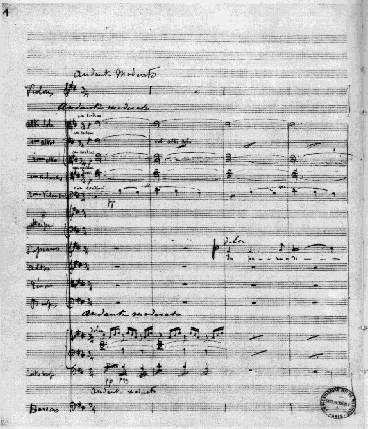
Première page dIn paradisum (1888, bibliothèque nationale de France, département de la musique, manuscrit 413 ; les violons et les bassons furent ajoutés tardivement.)

- soprano solo (enfant de chœur[jmn 4]),[dh 1]
- harpe
- orgue
- timbales
- cordes (violon solo (Sanctus), altos divisés en deux, violoncelles divisés en deux et contrebasse)

#### Version de 1893
La première version complète de l'œuvre peut être datée de l'année 1893. En plus de nouveaux mouvements (Offertoire et Libera me), Fauré ajoutait successivement les instruments et voix suivants :
- baryton solo
- 4 cors
- 2 trompettes
- 3 trombones
- 2 bassons
- violons[ch 10].

Mais cette version modeste et liturgique ne fut pas acceptée par l'édition Julien Hamelle. N'ayant pas été publiée, la version 1893 tomba dans l'oubli.

#### Version de 1900
Ce qui est connu depuis sa publication est une version symphonique destinée au concert. De nos jours, cette édition peut être attribuée à Jean Roger-Ducasse mais ceci reste à confirmer. Alors que la partie de voix demeure identique, cette version se caractérise par plus de vents, de cuivres et de cordes :
- chœur à 4 (6) voix (SATTBB)
- soprano solo (désormais soit garçon, soit femme)
- baryton solo
- 2 flûtes
- 2 clarinettes
- 2 bassons
- 4 cors
- 2 trompettes
- 3 trombones
- timbales
- harpe
- violons (partie unique)
- altos
- violoncelles
- contrebasses
- orgue

### Caractéristiques remarquables
Gabriel Fauré compose son requiem sous l'influence des musiques anciennes, enseignées à l'école Niedermeyer : « Par musique d'église, nous entendons tous les chants qui retentissent dans le sanctuaire : musique sacrée, plain-chant, orgue. Pour le plain-chant, nous disons Saint-Grégoire (sic), pour la musique sacrée, nous disons Palestrina... » (Louis Niedermeyer, 1857).
I. Introït et Kyrie (ré mineur)
Le début de la messe est écrit de manière relativement classique. C'est une musique mesurée avec une forte dynamique, allant de ff et ppp. Fauré fait cependant répéter Requiem æternam en monodie par la voix de ténor. Le Te decet hymnus montre un intéressant contrepoint avec les cordes. L'accent est clairement mis sur la compréhension du texte, n'utilisant quasiment aucun mélisme
II. Offertoire (si mineur)
 Cette pièce est de composition tardive, elle est construite sur une simple structure a - b - a'. On y constate une synthèse entre ancienneté et modernité. Au début se trouve un canon à l'ambitus limité. Toutefois, c'est un canon à la tierce plutôt sophistiqué, voir par exemple à la mesure 13). De plus, on y entend de fréquents changements de modes. En l'absence des sopranos, une atmosphère sombre domine la première partie, où le texte dépeint l'enfer. L'inspiration du grégorien est visible, dans le rythme verbal surtout. On y entend la beauté de la langue latine accentuée,. La troisième partie reprend le même texte, la musique devient plus lumineuse, grâce en particulier à la participation de la voix de soprano. On y entend une ambiance proche du Cantique de Jean Racine (rentrée en BTAS, mais en particulier le sommet inferni en f). La pièce se termine sur un amen, véritable prière chantée.
III. Sanctus (mi bémol majeur)
Il s'agit ici d'un dialogue entre les voix supérieures d'hommes et de femmes, soprano et ténor, incarnant un dialogue entre séraphins: « L'année de la mort du roi Ozias, je vis le Seigneur assis sur le trône haut et élevé,... Des Séraphins se tenaient devant lui... Et ils criaient l'un à l'autre et disant : " Saint, saint, saint est Yahweh des armées ! toute la terre est pleine de sa gloire... » (Livre d'Isaïe, VI, 1 - 7). Le compositeur choisit pour cela une couleur pure et angélique Un autre exemple connu est un motet concertant (concerto) Duo Seraphim de Claudio Monteverdi chanté par deux ténors, dans les Vespro della Beata Vergine (1610). Pour terminer, et après un épisode très puissant, le compositeur fait répéter un seul mot Sanctus à 6 voix, et en pp. La partie d'alto ne chante que ce terme (mesures 53 - 56). Un accord parfait en mi bémol majeur termine la pièce.
IV. Pie Jesu (si bémol majeur)
Comme quelques compositeurs français du XIXe siècle, Fauré s'inspire de la tradition issue du rite parisien d'Eustache du Caurroy. Très nuancé, paisible, semblable à une berceuse, le Pie Jesu fonctionne à partir d'une oscillation entre les modes majeur et mineur.
V. Agnus Dei (fa majeur) et Lux æterna (mi bémol mineur)
Dans le contexte théologique, le plan musical de cette pièce ne correspond pas au texte. Ce dernier se compose d'une structure a - a - ab (avec sempiternam) en rendant hommage à la Trinité. Celle de Fauré se constitue de la structure a (ténor) - B (chœur) - a' (ténor) - c (ténor). Pourtant, si l'on consulte, de nouveau, le cérémonial de Clément VIII, cette façon y était conseillée. Pour l' Agnus Dei, ce grand guide liturgique recommandait l'exécution en alternance, orgue - schola (chœur) - orgue, selon laquelle de grands organistes français tel François Couperin composaient leurs œuvres. D'ailleurs, Giacomo Carissimi, qui avait formé Marc-Antoine Charpentier à Rome, écrit un Agnus Dei dans une messe en forme grégorien - chœur - grégorien . La composition que Fauré adopte est donc légitime. Par ailleurs, la pièce possède une particularité. Dès la mesure 1, l'orchestre chante (dolce espressivo). Et la voix de ténor l'accompagne (de même, p dolce espressivo). Cette manière avait été réalisée par le compositeur pour la mélodie Clair de lune, op. 42, no 2, dans laquelle le piano chante et la voix l'accompagne (voir aussi Te decet hymnus de l'Introït, composition normale). La conclusion, sempiternam requiem, n'est autre qu'un passage dans cette œuvre. Il s'agit d'un élan simple et plutôt modal, composé d'un demi-ton en la mineur, si si do do si si do. Puis la voix de soprano succède cette dernière note do pour Lux, sans aucun accompagnement. C'est pourquoi Fauré peut continuer la communion Lux æternam, sans difficulté grâce à ce fa, en mi bémol mineur. Ensuite, Fauré écrit une immense évolution musicale en chromatique, désormais toujours à 6 voix. Pour terminer la pièce, l'orchestre reprit son propre thème d'Agnus Dei, cette fois-ci en ré majeur, selon des changements de modes. Après la partie chromatique, cette fin donne un véritable ton d'espérance. Il reste une difficulté liturgique. Dans cette pièce, les Agnus Dei et Lux æterna sont inséparables. Fauré ne voulait-il pas respecter la liturgie ? Mais le cérémonial de Clément VIII demandait que les musiciens se taisent durant la communion, sauf lors de grandes fêtes, Noël, Pâques et Pentecôte. Si le compositeur préfère la liturgie sous le rite tridentin, la communion en silence peut être adoptée avec cette raison, notamment pour la messe de défunt.
VI. Libera me (ré mineur)
Dans cette pièce, le chœur garde sa typique fonction à 4 voix (SATB), y compris participation complète d'alto. Le baryton solo demeure si mélodique et si expressif. Fauré sélectionna en effet, avec une grande liberté, les degrés très variés pour cette composition. En revanche, le répons du chœur (mesures 37 - 52) respecte si strictement les degrés voisins que la pièce conserve sa caractéristique liturgique. Il faut remarquer l'usage du mouvement parallèle à la tierce dans cette partie. C'est notamment évident dans la troisième partie Dies illa, dies iræ. En faveur de ce texte, le compositeur profita du faux-bourdon, pratiqué à Paris et ailleurs jusqu'à la première moitié du XIXe siècle. Comme ce mouvement en homophonie donne une puissance, la partie Dies illa possède un caractère assez dramatique. Puis le chœur reprit la mélodie Libera me à l'unisson. Contrairement à ce que l'on pense, une hypothèse est possible, en raison d'un accompagnement plus simple dans la partition : suppression de l'effet de faux-bourdon. Pour terminer la pièce, ce maître de chœur créa une fin assez liturgique. Le baryton solo, « un peu chantre », entonne à nouveau la prière Libera me. Le chœur fait le répons. La composition suggère d'ailleurs que Fauré savait que le Libera me est un responsorium. Ce répons était, à l'origine, issu d'une hybridation entre le répons gallican et celui de Rome. Fauré examinait ce matériel depuis 1877, année où il avait été nommé maître de chœur.
VII. In paradisum (ré majeur)
Fauré transforme deux antiennes réservées à la procession en une pièce de schola et d'orchestre. La mélodie est inséparable du texte latin, en prose. L'accompagnement se caractérise par sa simplicité (ostinato), toujours en arpège, comme s'il s'agissait de l'horloge céleste. Fauré emploie le ton de fa dièse mineur pour et perducant te in civitatem sanctam, qui reste la psalmodie préparant l'élan important et suivant. Cette tension musicale est tout de suite résolue par le chœur chantant Jerusalem, de nouveau en ré majeur. Le refrain du mot Jerusalem est habituel dans les Lamentations de Jérémie à la Renaissance en tant que rappel sérieux du prophète : « Jerusalem, Jerusalem,... Convertere ad Dominum Deum tuum. ». Dans la deuxième antienne, le sommet présente explicitement la pensée de Fauré : éternité (mesure 45 æternam). Cet élan descendant (et en f) corresponde à celui de la première partie Jerusalem (mesures 24 - 26, en f). Le rôle du chœur demeure secondaire, pour la conclusion de chaque antienne. À la mesure 59, cesse l'arpège des instruments tandis que la dernière prière requiem en ppp est un simple accord parfait I do - mi - sol en ré majeur.

Pour conclure, si ce Requiem demeure très personnel, c'est parce que Fauré gardait une connaissance exceptionnelle de la musique liturgique. 

« Ses dons précoces pour la musique lui permirent d'entrer dès l'âge de neuf ans à la célèbre École Niedermeyer fondée à Paris pour former les organistes et les maîtres de chapelle, [supprimés auparavant sous la Révolution] : durant une dizaine d'années, il y reçut un enseignement de grande qualité, axé principalement sur l'étude de la musique sacrée et des grands chefs-d'œuvre classiques, auxquels l'initia notamment Camille Saint-Saëns. »

### Prières chantées
Fauré a associé son Requiem à un plaisir doux et paisible ». Le compositeur précisait : « un baryton basse tranquille, un peu chantre ». Fauré lui-même le soulignait : « elle est d'un caractère DOUX comme moi-même !! dans son ensemble ». Il est exact que 368 mesures sur 577, soit 64 %, sont exécutées en ,  ou . En outre, toutes les pièces commencent et se terminent en .
D'autre part, tous les textes sont des prières pour le défunt, à l'exception du Sanctus qui est une louange dans la messe. Le Dies iræ en est exclue, mais son dernier verset Pie Jesu, qui est la prière de conclusion, est conservé. Même si Fauré développe les dynamiques musicales sur à peu près un tiers des mesures, l'ouvrage demeure calme. Pourtant, le reste, deux tiers, est loin d'être inexpressif. Dans le style de son époque, il poursuit ses propres modes, et non les modes grégoriens,.
L'analyse de la partition confirme que, tout comme le grégorien, l'ouvrage est conçu comme des prières chantées.
| pièce | début                                                  | fin | mesure en p | mesure en pp | mesure en ppp | mesure au total | % (p, pp et ppp) |
| ----- | ------------------------------------------------------ | --- | ----------- | ------------ | ------------- | --------------- | ---------------- |
| I     | ff > (mesure 1, accompagnement) / pp (mesure 2, chœur) | pp  | 34          | 18           | 5             | 91              | 63%              |
| II    | p                                                      | ppp | 36          | 26           | 5             | 95              | 71%              |
| III   | p (accompagnement) / pp (chœur)                        | pp  | 9           | 40           | -             | 62              | 79%              |
| IV    | pp                                                     | pp  | 17          | 10           | -             | 38              | 71%              |
| V     | [p] / p (mesure 7, ténors et accompagnement)           | p   | 38          | 13           | -             | 94              | 54%              |
| VI    | p                                                      | pp  | 51          | 14           | -             | 136             | 48%              |
| VII   | p                                                      | ppp | 33          | 10           | 9             | 61              | 85%              |

(édition révisée et restituée par Jean-Michel Nectoux, 1998)
Il existe un autre caractère : la composition de voix est peu polyphonique, de sorte que les Paroles sont bien entendues dans ce Requiem, y compris IV Pie Jesu en solo. Le rôle des instruments est orner la voix avec soin, en manière de polyphonie. Plus précisément, il s'agit du contrepoint duquel Fauré bénéficiait.
| pièce | mesure polyphonique de voix | solo (A) | monodie (B) | homophonie (C) | (A) + (B) + (C) | orchestre seul |
| ----- | --------------------------- | -------- | ----------- | -------------- | --------------- | -------------- |
| I     | -                           | -        | 33          | 43             | 76 (100%)       | 15             |
| II    | 21                          | 39       | -           | 22             | 61 (74%)        | 13             |
| III   | 2                           | -        | 48          | 4              | 52 (96%)        | 8              |
| V     | 7                           | -        | 38          | 29             | 67 (91%)        | 20             |
| VI    | -                           | 39       | 32          | 59             | 130 (100%)      | 6              |
| VII   | 10                          | -        | 34          | 13             | 47 (82%)        | 4              |

(même édition)

## Études et publications

### Découverte des manuscrits autographes de la version de 1893
En dépit de sa notoriété, l'origine du Requiem est restée longtemps obscure par manque, notamment des manuscrits du compositeur. En réalité, la bibliothèque nationale de France a conservé, après la mort de Fauré en 1924, quatre partitions autographes. Les manuscrits 410 - 413, hormis le Pie Jesu, ont été redécouverts vers 1983 par le compositeur britannique John Rutter qui préparait son propre Requiem. Il s'agit des autographes destinés à la première audition, parmi lesquels deux partitions datées des 6 et 9 janvier 1888. Le compositeur les a utilisés jusqu'en 1893 environ.
Cette découverte fait avancer les recherches. D'abord, ces autographes témoignent du prototype du Requiem, assez modeste. Puis l'œuvre a été progressivement enrichie par le compositeur. Les manuscrits conservent l'état de l'œuvre achevée et complétée vers 1893. Son orchestration se distingue de celle de la version de concert de 1900. Aussi se demande-t-on si la version symphonique a été publiée par Fauré lui-même. La réorchestration des instruments à vent y est considérablement différente de celle de 1893.
En constatant une incohérence entre la partie de voix et celle d'orchestre, Jean-Michel Nectoux aussi cherchait cette version préliminaire. C'est Joachim Havard de la Montagne, maître à la Madeleine, qui découvrit en 1969 des partitions d'orchestre du prototype. Fauré avait copié séparément la plupart des parties pour les cors et trompettes (BnF manuscrit 17717). Par ailleurs, on y trouve un morceau de l'Offertoire, pour baryton solo. En résumé, ces documents anciens permettent de rétablir la version complétée vers 1893.
Le premier enregistrement de cette version a été réalisé en 1984 par John Rutter. Ce disque est récompensé l'année suivante par le Gramophone Classical Music Awards. Puis, pour l'événement du centenaire de la première audition, Philippe Herreweghe dirige celle-ci, le 16 janvier 1988 à la Madeleine.
Si John Rutter fit ensuite publier son édition en 1989 chez Oxford University Press, sa rédaction était critiquée par les spécialistes, en raison - selon eux - de son amateurisme. De surcroît, ce musicien n'a consulté que les manuscrits 410 - 413. Une meilleure édition était donc attendue; Nectoux répondit à ce besoin en sortant son édition critique. Toutes les partitions requises ont été publiées en 1994 et 1995 chez Hamelle. Roger Delage a également participé à cette rédaction importante.

### Édition quasi critique de la version symphonique chez Julien Hamelle (1998)
Actuellement, le manque d'autographes empêche d'établir stricto sensu une édition critique pour la version de concert 1900/1901.
En ce qui concerne la nouvelle édition de Nectoux, il s'agit d'une édition quasi critique, car ses remaniements sont détaillés à la fin de partition, ainsi que les sources. De plus les corrections données par Fauré sur les manuscrits autographes d'anciennes versions du XIXe siècle sont consultés et respectés.
Il s'agit d'une édition quasi critique. En effet, les erreurs étaient tellement nombreuses que Nectoux dut renoncer à noter toutes les corrections, afin d'éviter une partition trop lourde. D'où, un grand nombre de corrections a priori ne sont pas notées.
Même s'il s'agit d'une synthèse jamais exécutée avant le décès de Gabriel Fauré, cette édition est considérée plus correcte que les éditions 1900/1901. Son objectif est d'approcher plus correctement les conceptions et intentions du compositeur, par exemple son texte musical ainsi que ses indications de tempo et de nuances.
De nouvelles éditions semblables par d'autres musicologues restent possibles. Ainsi, chez la maison de Bärenreiter, une autre édition quasi critique est sortie en 2011, sous la rédaction de Christina M. Stahl et de Michael Stegemann, dans laquelle l'éditeur précisait qu'il ne s'agit pas d'une édition définitive.

#### Liste des documents utilisés pour l'édition
Pour sa nouvelle édition, Jean-Michel Nectoux consultait tous les documents disponibles, en particulier ces sources : 

#### Liste des publications chez Julien Hamelle
- 1900 (février) : Jean Roger-Ducasse (éd.), version pour chœur et piano, J. 4531. H., gravée par J. Guidez (Paris) et imprimée par Bigeard et Fils (Paris) (tirage à 200 exemplaires)
- 1901 (février) 2e édition sans indication : Gabriel Fauré (éd.), version pour chœur et piano, J. 4531. H. (identique), avec la même mention de Copyright 1900 by J. Hamelle (premier tirage à 300 exemplaires)
— édition entièrement révisée par le compositeur ; le remaniement correspondait au manuscrit BnF Rés. Vmb.49[jmn 1].
- 1901 (septembre) : Jean Roger-Ducasse ? (éd.), version pour chœur et orchestre symphonique, J. 4650. H., gravée par J. Guidez et imprimée par A. Chaimbaud (Paris)
— les examens récents indiquent que cette version demeure moins fiable que celle du piano au-dessus[jmn 1],[30].
- 1994 : Jean-Michel Nectoux et Roger Delage (éd.), Requiem, Op. 48, pour soli, chœur et orchestre de chambre, Version 1893, AL 28 959, 118 p.[26]
- 1998 : Jean-Michel Nectoux (éd.), Requiem, Op. 48, pour soli, chœur et orchestre symphonique, Version de concert, 1900, CHANT ET PIANO, HA 9 269 / AL 28 946, (ISMN 979-0-2307-9269-1), 87 p.[26]
  - voir ci-dessous Références bibliographiques

## Discographie

### Première version de 1888 restituée
- 1989 : interprété par Michel Lasserre de Rozel, Daniel Rocheteau (voix d'enfant), Michel Ducharme (baryton), Pascale Beaudry (violon solo), Raymond Perrin (orgue), Maîtrise des Petits Chanteurs du Mont-Royal / Maîtrise du Cap-de-la-Madeleine / Les Petits Chanteurs de Trois-Rivières, Orchestre de Radio-Canada, Rhodanienne d'enregistrements magnétiques REM311096
- 2015 : interprété par Stephen Cleobury, Tom Pickard (voix d'enfant), Gerald Finley (baryton), Tom Etheridge (orgue), Chœur du King's College, Orchestra of The Age of Enlightenment, Chœur du King's College et Harmonia Mundi 5KGS

### Version d'église 1893 restaurée
- 1984 : interprété par John Rutter, Caroline Ashton (soprano), Stephen Varcoe (baryton), John Gavin Scott (orgue), Simon Standage (violon solo), The Cambridge Singers, Members of the City of London Sinfonia, Conifer Records CFRA122
- 1988 : interprété par Philippe Herreweghe, Agnès Mellon (soprano), Peter Kooy (baryton), Jean-Philippe Audoli (violon solo), Les Petits Chanteurs de Saint-Louis, La Chapelle royale, Ensemble Musique Oblique, Harmonia Mundi HMG501292
- 1988 : interprété par Davil Hill, Aidan Oliver et Harry Escott (voix d'enfant), David Wilson-Johnson (baryton), The Choir of Westminster Cathedral, City of London Symphonia, IMP Classics PCD896
- 1989 : interprété par Matthew Best, Mary Seers (soprano), Michael George (baryton), John Gavin Scott (orgue), José Luis Garcia (violon), The Corydon Singers, English Chamber Orchestra, Hyperion Records CDA66292
- 1989 : interprété par François Polgár, Carlos Carnet (voix d'enfant), Hérve Lamy (ténor), Jean-François Hatton (orgue), Petits Chanteurs de Sainte-Croix de Neuilly, Les Solistes de l'Opéra de Paris, Cybelia CY852
- 1989 : interprété par Stephen Cleobury, Richard Eteson (voix d'enfant), Olaf Bär (baryton), Peter Barley (orgue), Chœur du King's College, English Chamber Orchestra, EMI PM518
- 1992 : interprété par Jean-Paul Salanne, Antoine Brouquet (voix d'enfant), Jean-Marc Frémeau (baryton), Gerard Seel (orgue), Robert Gendre (violon), Chœur régional Tarbes - Midi-Pyrénées, Orchestre Le Domaine Musical, Adda 590 086
- 1993 : interprété par Richard Marlow, Camilla Otaki (soprano), Mark Griffiths (baryton), Briony Shaw (violon), Richard Pearce (orgue), The Choir of Trinity College, London Musici, Conifer Records 74321-15351-2
- 1994 : interprété par John Eliot Gardiner, Catherine Bott (soprano), Gilles Cachemaille (baryton), Monteverdi Choir, Salisbury Cathedral Boy Choristers, Orchestre Révolutionnaire et Romantique, Philips Records 438 149-2[s2 10]
- 1995 : interprété par Ross Pople, Angharad Gruffydd Jones (soprano), Jonathan Brown (baryton), Amanda Smith (violon), Stephen Farr (orgue), English Voices, London Festival Orchestra, Arte Nova Classics BM210
- 1998 : interprété par David Hill, Nancy Argenta (soprano), Simon Keenlyside (baryton), Richard Studt (violon), Stephen Farr (orgue), Winchester Cathedral Chor, Bournemouth Sinfonietta, Virgin Classics B00005RFSH
- 2008 : interprété par Laurence Equilbey, Sandrine Piau (soprano), Stéphane Degout (baryton), Luc Héry (violon), Christophe Henry (orgue), Maîtrise de Paris, Chœur de chambre Accentus, Membre de l'Orchestre national de France, Naïve Records V5137
- 2013 : enregistrement direct sous la direction de Nigel Short le 7 mai 2012 (St Giles-without-Cripplegate), Grace Davidson (soprano), William Gaunt (baryton), Gordan Nikolitch (violon), Chamber Ensemble, Orchestre symphonique de Londres, LSO Live LSO0728
- 2019 : interprété par Mathieu Romano, Roxane Chalard (soprano), Mathieu Dubroca (baryton), Louis-Noël Bestion de Camboulas (orgue), Ensemble Aedes, Les Siècles, Aparté AP201
- 2022 : interprété par James Kennerley, The Boys of St. Paul's Choir School (Pie Jesu à l'unisson), Boston Sinfonietta, Sophia Music Group 8-50044-24800-1
- 2024 : interprété par Hervé Niquet, Emöke Baráth (soprano), Philippe Estèphe (baryon), Le Concert spirituel, Alpha-Classics ALPHA1014

### Versions symphoniques de concert auxXXeetXXIesiècles
- 1930 : interprété par Gustave Bret, Fanny Malnory-Marseillac (soprano), Louis Morturier (baryton), Alexandre Cellier (orgue), Chœur de la Société Jean-Sébastien Bach, Compagnie française du gramophone W1154 - W1158 (5 disques) [écouter en ligne]
- 1938 : interprété par Ernest Bourmauck, Suzanne Dupont (soprano), Maurice Didier (baryton), Édouard Commette (orgue), Les Chanteurs de Lyon, Le Trigintuor instrumental lyonnais, Colombia RFX63 - RFX67 (5 disques)
- 1948 : interprété par Nadia Boulanger, Gisèle Peyron (soprano), Doda Conrad (baryton), Maurice Duruflé (orgue), Chorale Yvonne Gouverné, Orchestre philharmonique de Paris, Gramophone SD78 30-5363 (7 disques)
- 1952 : interprété par André Cluytens, Martha Angelici (soprano), Louis Noguéra (baryton), Maurice Duruflé (orgue), Les Chanteurs de Saint-Eustache et Orchestre, Columbia Records 33 FCX 108 [écouter en ligne]
- 1955 : interprété par Ernest Ansermet, Suzanne Danco (soprano), Gérard Souzay (baryton), Eric Schmidt (orgue), Union Chorale la Tour-de-Peilz, Orchestre de la Suisse romande, Decca Records SXL2211
- 1956 : interprété par René Leibowitz, Nadine Sautereau (soprano), Bernard Demigny (baryton), Giuseppe Enghlert (orgue), Chœur et Orchestre philharmonique de Paris, Guilde internationale du Disque MMS82 [écouter en ligne]
- 1956 : interprété par Désiré-Émile Inghelbrecht (extraits : Pie Jesu et In paradisum), Françoise Ogeas (soprano), Chœurs de la Radiodiffusion-Télévision-Françoise, Orchestre du Théâtre des Champs-Élysées, Ducretet-Thomson 470C047 [écouter en ligne]
- 1962 : enregistrement direct sous la direction de Nadia Boulanger le 17 février, Reri Grist (soprano), Donald John Gramm (baryton), Vernon de Tar (orgue), The Choral Art Society, Orchestre philharmonique de New York, New York Philharmonic Historic Broadcasts 1923 - 1987 volume IV disque 7 (2002) [écouter en ligne]
- 1962 : interprété par Louis Frémaux, Denis Thilliez (voix d'enfant), Bernard Kruysen (baryton), Chorale Philippe Caillard, Orchestre national de l'opéra de Monte-Carlo, Erato STE50128 [écouter en ligne]
- 1963 : interprété par André Cluytens, Victoria de los Ángeles (soprano), Dietrich Fischer-Dieskau (baryton), Chœurs Élisabeth Brasseur, Orchestre de la Société des concerts du Conservatoire, EMI Classics SAN107
- 1964 : interprété par Louis Martini, Jocelyne Chamonin (soprano), Georges Abdoun (baryton), Olivier Alain et Marie-Claire Alain (orgue), Chorale des Jeunesses Musicales de France, Orchestre des Concerts Colonne, Club national de disque CND59 ainsi que Vox Productions STPL512.720
- 1965 : interprété par Émile Martin, Anne-Marie Blanzat (soprano), Pierre Mollet (baryton), Jean Guillou (orgue), Les Chanteurs de Saint-Eustache, Orchestre de Saint-Eustache, Charlin AMS39
- 1967 : interprété par David Willcocks, Robert Chilcott (voix d'enfant), John Carol Case (baryton), John Wells (orgue), Chœur du King's College, New Philharmonia Orchestra, EMI Records ASD2358
- 1968 : enregistrement direct pour l'émission (de la BBC) sous la direction de Nadia Boulanger, lors du concert du 50e anniversaire du décès de Lili Boulanger, Janet Price (soprano), John Carol Case (baryton), Chœur et Orchestre symphonique de la BBC (posthume[s2 11])
- 1972 : interprété par Michel Corboz, Alain Clément (voix d'enfant), Philippe Huttenlocher (baryton), Philippe Corboz (orgue), Maîtrise Saint-Pierre-aux-Liens de Bulle, Orchestre symphonique de Berne, Erato 0630-16061-2
- 1975 : interprété par Jean Fournet, Elly Ameling (soprano), Bernard Kruysen (baryton), Daniel Chorzempa (orgue), Chœur de la Radio Néerlandaise, Orchestre philharmonique de Rotterdam, Philips 6500 968
- 1975 : interprété par Daniel Barenboim, Sheila Armstrong (soprano), Dietrich Fischer-Dieskau (baryton), Henriette Puig-Roget (orgue), Edinburgh Festival Chorus, Orchestre de Paris, EMI Classics SXLP1025681
- 1976 : interprété par George Guest, Jonathan Bond (voix d'enfant), Benjamin Luxon (baryton), Stephen Cleobury (orgue), Choir of St John's College, Academy of St Martin in the Fields, Argo ZRG841
- 1978 : interptété par Louis Frémaux, Norma Burrowes (soprano), Brian Rayner Cook (baryton), David Bell (orgue), City of Birmingham Symphony Orchestra Chorus, City of Birmingham Symphony Orchestra, EMI ASD3501
- 1979 : interprété par Francis Bardot, Roger Soyer (baryton), Pierre Cochereau (orgue), Maîtrise de Notre-Dame de Paris et Maîtrise de la Résurrection, Ensemble national de France, Disques du Solstice SOL4
- 1982 : interprété par Philip Ledger, Arleen Augér (soprano), Benjamin Luxon (baryton), John Butt (orgue), Chœur du King's College, English Chamber Orchestra, EMI Classics CD-EMX2166
- 1984 : interprété par Michel Plasson, Barbara Hendricks (soprano), José van Dam (baryton), Arlette Amyel (orgue), Orfeón Donostiarra, Orchestre du Capitole de Toulouse, EMI Classics CDC7473172
- 1984 : interprété par René Andreani, Agnes Jacques (soprano), Jean-Louis Dumoulin (baryton), Eugène Pelletier (orgue), Ensemble Vocal Diaphonie, Orchestre Symphonique des postes, télégraphes et téléphones, Société Symphonique et chorale des postes, télégraphes et téléphones SSY300683
- 1985 : interprété par Bernard Thomas, Rose-Marie Mézac (soprano), Michel Piquemal (baryton), Jean-Michel Verneiges (orgue), Chœur Vittoria d'Argenteuil, Petits Chanteurs de Paris [Sanctus et In Paradisum], Orchestre de chambre Bernard Thomas, Forlane UM6536
- 1986 : interprété par Carlo Maria Giulini, Kathleen Battle (soprano), Andreas Schmidt (baryton), Philharmonia Chorus, Orchestre Philharmonia, Deutsche Grammophon 474 562-2
- 1986 : interprété par Colin Davis, Lucia Popp (soprano), Simon Estes (baryton), Rundfunkchor Leipzig, Staatskapelle de Dresde, Philips Classics 412 743-1
- 1986 : interprété par Francis Bardot, Stanislas Renoult (voix d'enfant), Jean-Louis Jardon (baryton), Maîtrise des Hauts de Seine / Les Petits Chanteurs de Chaillot / Les Petits Chanteurs de Sainte-Marie d'Antony / Maîtrise de la cathédrale de Chartres, Ensemble instrumental Jean-Walter Audoli, Disques de Solstice FR860125
- 1986 : interprété par Jean-Paul Poupart[31], Anonyme (voix d'enfant), Jean-Louis Serre (baryton), Jaques Amade (orgue), Chœur des Petits Chanteurs du Malais et Chœur d'enfants de France, Orchestre du conservatoire Hector Berlioz de Paris et Quatuor des cuivres Danier Speer, Disques de Solstice FR860501
- 1988 : interprété par Charles Dutoit, Kiri Te Kanawa (soprano), Sherrill Milnes (baryton), Chœur de l'Orchestre symphonique de Montréal, Orchestre symphonique de Montréal, Decca Record 421 440-1
- 1989 : interprété par Michel Lassere de Rozel, Daniel Rocheleau (voix d'enfant), Michel Ducharme (baryton), Pascale Beaudry (violon solo), Maîtrise des Petits Chanteurs du Mont-Royal, Maîtrise du Cap-de-la-Madeleine, Les Petits Chanteurs de Trois-Rivières, Orchestre Radio Canada, REM Éditions REM311096XCD
- 1991 : interprété par Emmanuel Krivine, Gaële Le Roi (soprano), François Le Roux (baryton), Jean-Louis Gil (orgue), Chœur et Orchestre national de Lyon, Denon (en) CO-77527
- 1992 : interprété par Armin Jordan, Mathias Usbeck (voix d'enfant), Gilles Cachemaille (baryton), Daniel Fuchs (orgue), Chœur de Chambre Romande et Chœur Pro Arte, Orchestre de la Suisse romande, Erato 2292-45813-2
- 1992 : interprété par Michel Corboz, Magali Dami (soprano), Peter Harvey (baryton), Ensemble vocal de Lausanne, Ensemble instrumental de Lausanne, Aria-Fnac 592097
- 1993 : interprété par Jeremy Summerly, Lisa Beckley (soprano), Nicholas Gedge (baryton), Schola Cantorum of Oxford, Oxford Camerata, Naxos 8.550765
- 1994 : interprété par Michel Legrand, Barbara Bonney (soprano), Thomas Hampson (baryton), Ambrosian Singers, Orchestre Philharmonia, Teldec Classics 4509-90879-2
- 1994 : interprété par Winfried Toll, Isolde Siebert (soprano), Ulf Bastlein (baryton), Gerhard Gnann (orgue), Camerata Vocale Freiburg, Camerata Freiburg, Freiburg Musik Forum 232177
- 1995 : interprété par Neville Marriner, Sylvia McNair (soprano), Thomas Allen (baryton), John Birch (orgue), Chorus of St Martin in the Fields, Academy of St Martin in the Fields, Philips D111990
- 1998 : interprété par Paul Kuentz, Barbara Schlick (soprano), Phillip Langshaw (baryton), Chœur Paul Kuentz, Orchestre de chambre Paul Kuentz, Arion PV730096
- 2003 : interprété par Yan Pascal Tortelier, Libby Crabtree (soprano), James Rutherford (baryton), Jonathan Scott (orgue), City of Birmingham Symphony Chorus, Orchestre philharmonique de la BBC, Chandos Records Chan5019
- 2004 : interprété par Philip Ledger, Arleen Augér (soprano), Benjamin Luxon (baryton), John Butt (orgue), Chœur du King's College, English Chamber Orchestra, EMI Records ASD4234
- 2007 : enregistrement direct sous la direction de Harry Christophers au Barbican Centre, Elin Manahan Thomas (soprano), Roderick Williams (baryton), The Sixteen, Academy of St Martin in the Fields, Corolive COR16057
- 2007 : interprété par Michel Corboz, Ana Quintans (soprano), Peter Harvey (baryton], Ensemble vocal de Lausanne, Sinfonia Varsovia, Mirare MIR028
- 2008 : interprété par Joachim Leroux, Enora Chopard (voix d'enfant), Jean-Pierre Cadignan (baryton), Dominique Preschez (orgue), Chœur de Rouen Haute Normandie, Nouvel orchestre de chambre de Rouen, Édition phonographique (tirages limités)
- 2011 : interprété par Paavo Järvi, Philippe Jaroussky (contreténor), Matthias Goerne (baryton), Chœur de l'Orchestre de Paris, Orchestre de Paris, Erato 5099908847027
- 2012 : interprété par Paavo Järvi, Chen Reiss (soprano), Matthias Goerne (baryton), Chœur de l'Orchestre de Paris, Orchestre de Paris, DVD Euro Arts 5887
- 2017 : interprété par David Hill d'après sa version, Nola Richardson (soprano), Edmund Milly (baryton), Robert Patrick Christopher Bennesh (orgue), Yale Schola Cantorum, Hyperion Records CDA68209
- 2018 : interprété par Scott Price, Karol Jozwik (voix d'enfant), Jack Comerford (baryton), Iestyn Evans (orgue), The Schola Cantorum of the Cardinal Vaughan Mémorial School, The Belgravia Chamber Orchestra, Herald HAVPCD405
- 2019 : interprété par Philippe Herreweghe, Johannette Zomer (soprano), Stephan Genz (baryton), La Chapelle royale, Collegium Vocale Gent, Orchestre des Champs-Élysées, Harmonia Mundi HMM931771
- 2021 : (enregistrement direct par Nadia Boulanger ; reproduction (voir 1962), Diapason DIAP134 (Diapason d'or))